# Петри, Ахим
Ахим Петри (нем. Achim Petry; 11 сентября 1927, Дрезден, Веймарская республика — 2014, Германия) — немецкий актёр театра и кино. Советским и российским зрителям широко известен как исполнитель роли Адольфа Гитлера в пяти художественных фильмах.

## Биография
В 1948 году окончил драматическую студию Редлиха в Дрездене. Был актёром театров Каменца, Хемница, Котбуса, Потсдама, Циттау, Франкфурта-на-Одере и Айзенаха. В 1966—1993 — актёр «Берлинер ансамбля».
Сыграл более 100 ролей в кино и театре.

## Фильмография
- 1966 — Долина семи лун — Йозеф
- 1971 — Присяжные
- 1981 — Загадка колонии беглецов — работник Министерства внутренних дел
- 1985 — Битва за Москву — Адольф Гитлер
- 1986 — Телефон полиции - 110
- 1989 — Сталинград — Адольф Гитлер
- 1993 — Ангелы смерти — Адольф Гитлер (хроника)
- 1993 — Трагедия века — Адольф Гитлер
- 1995 — Великий полководец Георгий Жуков — Адольф Гитлер (хроника)